# イルゼ・フロム＝ミヒャエルス
イルゼ・フロム＝ミヒャエルス(Ilse Fromm-Michaels, 1888年12月30日 ハンブルク - 1986年1月22日 デトモルト）はドイツの女性作曲家・ピアニスト。

## 生涯
幼児期より楽才を発揮してピアノを始め、13歳でベルリン王立高等音楽学校に進学。シュテルン音楽院にも学び、ピアノをジェームズ・クヴァストに、作曲をハンス・プフィッツナーに師事。
1908年よりピアニストとして活動を開始し、ヘルマン・アーベントロート、マックス・フィードラー、ヴィルヘルム・フルトヴェングラー、オイゲン・ヨッフム、オットー・クレンペラー、カール・シューリヒト、アルトゥル・ニキシュといった指揮者と共演して認められる。自身の作風はプフィッツナーに影響されて、後期ロマン主義の伝統に留まったものの、リサイタルでは同時代の音楽を偏愛し、グラナドスやブゾーニ、レーガー、コダーイ、バルトークのほか、新ウィーン楽派やストラヴィンスキー、ミヨー、ヒンデミットらも取り上げた。1911年からケルンのカール・フリードベルクの許で更なる研鑽を積む。1915年に弁護士のヴァルター・ミヒャエルスと結婚。
1908年から1919年までは主にピアノ曲を作曲しており、《4つのパペットVier Puppen》作品4や《ピアノ・ソナタ》作品6、《自作主題による変奏曲 Variationen über ein eigenes Thema》作品8などを残す。
1933年にナチス政権が発足すると、ユダヤ系の男性と結婚した女性として、自作の上演と一切の演奏活動が禁じられてしまう。ナチス・ドイツによって内的亡命を余儀なくされる中、作曲活動に没頭するが、《マリアの受難 Marien-Passion 》作品18（1934年）や《交響曲 嬰ハ短調》作品19（1938年）、クラリネットと弦楽合奏のための《緩やかな音楽 Musica larga 》（1944年）といった当時の作品は、ドイツの政治情勢に対する自身の悲観的な認識が反映され、憂鬱な曲想が特徴的である。
夫ヴァルターはナチ時代に重苦しい悪夢を経験して健康を害し、辛うじて第2次世界大戦を生き延びたものの、戦後になってすぐ他界した。フロム＝ミヒャエルスは、まだ1945年のうちにハンブルク音楽演劇高等学校の教員に任命され、1946年にはハンス・シュミット＝イッセルシュテットの指揮と北西ドイツ放送交響楽団の演奏により、《交響曲》が初演され、評論家から広く賞賛された。作曲活動は1949年まで続けたが、その後は専らハンブルクの大学教授や音楽教育者として活動した。
1986年にデトモルト養老院にて97歳という高齢で永眠した。

## 家族・親族
- 夫：ヴァルター・ミヒャエルスは弁護士。
- 息子：ヨスト・ミヒャエルス(ヨースト・マイケルズ；英語: Jost Michaels)はクラリネット奏者。

## 参考資料・外部リンク
- Dorn, Babette: "Fromm-Michaels, Ilse", in: Die Musik in Geschichte und Gegenwart, 2. neubearbeitete Auflage, hrsg. von Ludwig Finscher, Personenteil, Bd. 7, Bärenreiter, Kassel und Metzler, Stuttgart 2002, Sp. 199-201.
- ハンス・シコルスキ社における略歴